# Campeonato Mundial de Atletismo de 2013 - Lançamento de disco masculino
‎
O lançamento de disco masculino do Campeonato Mundial de Atletismo de 2013 ocorreu entre 12 e  13 de agosto no Estádio Lujniki, em Moscou. 

## Recordes
Antes desta competição, os recordes mundiais e do campeonato nesta prova eram os seguintes:
| Tipo                  | Atleta            | Distância | Local          | Data                | Ref |
| --------------------- | ----------------- | --------- | -------------- | ------------------- | --- |
|                       | Jürgen Schult     | 74,08     | Neubrandenburg | 6 de junho de 1986  | ver |
| Recorde do campeonato | Virgilijus Alekna | 70,17     | Helsinque      | 7 de agosto de 2005 | ver |

## Medalhistas
| Ouro                 | Prata                   | Bronze            |
| Robert Harting (GER) | Piotr Małachowski (POL) | Gerd Kanter (EST) |

## Cronograma
| Data         | Hora  | Evento        |
| ------------ | ----- | ------------- |
| 12 de agosto | 09:40 | Primeira fase |
| 13 de agosto | 19:00 | Final         |

## Resultados

### Primeira fase
Qualificação: Desempenho de qualificação 65,00 m (Q) ou pelo menos 12 melhores (q) avançam para a final. 
| Classificação | Grupo | Atleta                    | Nacionalidade  | 1ª prova | 2ª prova | 3ª prova | Resultado | Nota |
| ------------- | ----- | ------------------------- | -------------- | -------- | -------- | -------- | --------- | ---- |
| 1             | A     | Robert Harting            | Alemanha       | 66,62 m  |          |          | 66,62 m   | Q    |
| 2             | B     | Piotr Małachowski         | Polónia        | 66,00 m  |          |          | 66,00 m   | Q    |
| 3             | A     | Gerd Kanter               | Estónia        | 65,54 m  |          |          | 65,54 m   | Q    |
| 4             | B     | Jorge Fernández           | Cuba           | 64,86 m  | -        | -        | 64,86 m   | q    |
| 5             | A     | Robert Urbanek            | Polónia        | 62,89 m  | x        | 64,21 m  | 64,21 m   | q    |
| 6             | B     | Martin Wierig             | Alemanha       | 63,47 m  | 64,06 m  | -        | 64,06 m   | q    |
| 7             | A     | Vikas Gowda               | Índia          | 63,64 m  | 62,59 m  | 62,67 m  | 63,64 m   | q    |
| 8             | B     | Frank Casañas             | Espanha        | x        | x        | 63,17 m  | 63,17 m   | q    |
| 9             | B     | Viktor Butenko            | Rússia         | x        | 63,07 m  | x        | 63,07 m   | q    |
| 10            | A     | Mario Pestano             | Espanha        | 62,80 m  | 61,79 m  | 62,15 m  | 62,80 m   | q    |
| 11            | B     | Julian Wruck              | Austrália      | 60,36 m  | 60,84 m  | 62,48 m  | 62,48 m   | q    |
| 12            | A     | Victor Hogan              | África do Sul  | x        | 62,45 m  | 61,59 m  | 62,45 m   | q    |
| 13            | A     | Christoph Harting         | Alemanha       | 62,17 m  | 62,28 m  | 60,36 m  | 62,28 m   |      |
| 14            | B     | Erik Cadée                | Países Baixos  | 61,75 m  | 62,14 m  | x        | 62,14 m   |      |
| 15            | B     | Martin Marić              | Croácia        | 61,98 m  | x        | 61,58 m  | 61,98 m   |      |
| 16            | B     | Virgilijus Alekna         | Lituânia       | 61,91 m  | 61,56 m  | 61,27 m  | 61,91 m   |      |
| 17            | A     | Ercüment Olgundeniz       | Turquia        | 59,55 m  | 60,81 m  | x        | 60,81 m   |      |
| 18            | B     | Gerhard Mayer             | Áustria        | 59,85 m  | 58,19 m  | 59,81 m  | 59,85 m   |      |
| 19            | A     | Apostolos Parellis        | Chipre         | 59,84 m  | 56,95 m  | 59,08 m  | 59,84 m   |      |
| 20            | A     | Benn Harradine            | Austrália      | x        | 59,68 m  | x        | 59,68 m   |      |
| 21            | B     | Musab Ibrahim Al-Momani   | Jordânia       | 58,20 m  | 58,84 m  | 59,38 m  | 59,38 m   |      |
| 22            | B     | Ronald Juliao             | Brasil         | x        | 59,36 m  | 57,77 m  | 59,36 m   |      |
| 23            | A     | Brett Morse               | Grã-Bretanha   | x        | 59,23 m  | 58,60 m  | 59,23 m   |      |
| 24            | A     | Niklas Arrhenius          | Suécia         | 59,13 m  | 57,39 m  | 57,42 m  | 59,13 m   |      |
| 25            | A     | Lance Brooks              | Estados Unidos | 59,08 m  | x        | 57,94 m  | 59,08 m   |      |
| 26            | A     | Danijel Furtula           | Montenegro     | x        | 58,28 m  | 58,26 m  | 58,28 m   |      |
| 27            | A     | Mahmoud Samimi            | Irão           | x        | 57,38 m  | 57,77 m  | 57,77 m   |      |
| 28            | B     | Giovanni Faloci           | Itália         | 57,23 m  | 55,66 m  | 57,54 m  | 57,54 m   |      |
| 29            | B     | Alex Rose                 | Samoa          | 54,62 m  | 56,19 m  | 54,31 m  | 56,19 m   |      |
| 30            | B     | Sultan Mubarak Al-Dawoodi | Arábia Saudita | 55,94 m  | 54,08 m  | x        | 55,94 m   |      |

### Final
A final foi iniciada as 19:00. 
| Classificação     | Atleta            | Nacionalidade | 1ª prova | 2ª prova | 3ª prova | 4ª prova | 5ª prova | 6ª prova | Marca   | Nota |
| ----------------- | ----------------- | ------------- | -------- | -------- | -------- | -------- | -------- | -------- | ------- | ---- |
| Medalha de ouro   | Robert Harting    | Alemanha      | 62,16 m  | 68,13 m  | x        | 69,11 m  | -        | 69,08 m  | 69,11 m |      |
| Medalha de prata  | Piotr Małachowski | Polónia       | 64,49 m  | x        | 65,09 m  | 67,18 m  | 68,36 m  | 67,21 m  | 68,36 m |      |
| Medalha de bronze | Gerd Kanter       | Estónia       | 64,90 m  | 65,19 m  | x        | x        | x        | x        | 65,19 m |      |
| 4                 | Martin Wierig     | Alemanha      | x        | 63,72 m  | x        | 65,02 m  | x        | 63,42 m  | 65,02 m |      |
| 5                 | Victor Hogan      | África do Sul | 64,35 m  | 62,84 m  | 60,98 m  | 61,69 m  | x        | 63,44 m  | 64,35 m |      |
| 6                 | Robert Urbanek    | Polónia       | 63,58 m  | 62,20 m  | 64,32 m  | 64,01 m  | 62,05 m  | 62,70 m  | 64,32 m |      |
| 7                 | Vikas Gowda       | Índia         | 63,41 m  | x        | 62,20 m  | 64,03 m  | 63,67 m  | 63,64 m  | 64,03 m |      |
| 8                 | Victor Butenko    | Rússia        | x        | 63,38 m  | x        | x        | x        | x        | 63,38 m |      |
| 9                 | Frank Casañas     | Espanha       | 62,40 m  | 62,89 m  | 61,26 m  |          |          |          | 62,89 m |      |
| 10                | Jorge Fernández   | Cuba          | 62,88 m  | 62,39 m  | 62,50 m  |          |          |          | 62,88 m |      |
| 11                | Julian Wruck      | Austrália     | 60,91 m  | 61,80 m  | 62,40 m  |          |          |          | 62,40 m |      |
| 12                | Mario Pestano     | Espanha       | x        | 60,13 m  | 61,88 m  |          |          |          | 61,88 m |      |

Legenda
| Recorde mundial       | Recorde mundial (World record)               |                       | Recorde africano                      | Recorde africano (African) |                                           | Q | Classificado por posição (Qualified) |
| Recorde do campeonato | Recorde do campeonato (Championship record)  | Recorde da América    | Recorde da América (Americas)         | q                          | Classificado por melhor tempo (Qualified) |   |                                      |
| Melhor marca do ano   | Melhor marca do ano (World leading)          | Recorde asiático      | Recorde asiático (Asian)              | DNS                        | Não largou (Did not start)                |   |                                      |
| Recorde nacional      | Recorde nacional (National record)           | Recorde europeu       | Recorde europeu (European)            | DNF                        | Não terminou (Did not finish)             |   |                                      |
| Recorde pessoal       | Recorde pessoal do atleta (Personal best)    | Recorde da Oceania    | Recorde da Oceania (Oceania)          | DSQ / DQ                   | Desclassificado (Disqualified)            |   |                                      |
| Recorde da temporada  | Recorde da temporada do atleta (Season best) | Recorde sul-americano | Recorde sul-americano (South America) | NM                         | Sem marca (No mark)                       |   |                                      |